# Élection ministérielle israélienne de 2001
 (mars 2019).
Si vous disposez d'ouvrages ou d'articles de référence ou si vous connaissez des sites web de qualité traitant du thème abordé ici, merci de compléter l'article en donnant les références utiles à sa vérifiabilité et en les liant à la section « Notes et références ».
L'élection du Premier ministre de l'État d'Israël s'est tenue le 6 février 2001, à la suite de la démission du Premier ministre travailliste Ehud Barak. Quelques mois après le début de la Seconde intifada, Barak est battu par le candidat du Likoud, Ariel Sharon.
Bien que ce soit la troisième élection du Premier ministre au suffrage universel, c'est la seule à se tenir sans que des législatives soient organisées en parallèle.

## Contexte
- Le processus de paix israélo-palestinien est dans l'impasse après l'échec du sommet de Camp David II en juillet 2000. La coalition de Ehoud Barak s'effrite avec la perte des soutiens des partis religieux qui lui reprochent la largesse de ses propositions aux Palestiniens : Shas, le Parti national religieux puis Yisrael Ba'aliyah quittent successivement la coalition gouvernementale et affaiblissent Barak.
- Le 28 septembre 2000, Ariel Sharon, dirigeant du parti Likoud dans l'opposition, se rend pour une visite organisée sur le mont du Temple/esplanade des Mosquées à Jérusalem. Cet événement très médiatisé est le déclencheur de la Seconde intifada qui est marquée dès les premiers jours par des attaques et des confrontations meurtrières puis par un blocus israélien sur les villes palestiniennes à partir du 13 octobre. Les discussions diplomatiques tentent de mettre un terme aux violences. La rencontre israélo-palestinienne à Charm el-Cheikh aboutit à un accord de fin de violence. Le 18 octobre, le blocus israélien est levé. Un sommet arabe extraordinaire dénonce la « guerre menée par Israël contre les Palestiniens ». Des attentats-suicides organisés par les mouvements islamistes palestiniens empêchent le retour au calme.
- Barak n'est plus sûr de disposer d'un soutien assez important pour poursuivre les discussions avec l'Autorité palestinienne et il choisit de demander la dissolution de la Knesset le 5 décembre et de démissionner le 9 décembre 2000, ce qui précipite une élection anticipée. Le Parti travailliste nomme immédiatement Barak comme candidat pour l'élection à venir. Des discussions ont lieu dans la classe politique israélienne. La Knesset décide de ne pas s'auto-dissoudre le 19 décembre. L'élection ne désignera donc que le nouveau Premier ministre en février 2001.
- Un nouveau sommet à Charm el-Cheikh est annulé à la fin du mois de décembre. Des ultimes tentatives de négociations se déroulent toutefois à Washington puis au sommet de Taba en janvier 2001 et échouent. Le 8 janvier, plus de 100 000 Israéliens manifestent contre une re-division de Jérusalem et en faveur de la souveraineté israélienne intégralement sur la ville. Le sommet de Taba se termine sur le constat des efforts des deux parties et de la difficulté à trouver des arrangements sur tous les sujets. La confiance mutuelle semble presque retrouvée et les aides de l'Union européenne et du Président égyptien Hosni Moubarak furent saluées. Dans le contexte des violences sur le terrain et de l'échéance de l'élection israélienne, les discussions sont suspendues.

## Procédure électorale
L'élection directe au suffrage universel du Premier ministre a déjà eu lieu lors des élections générales de 1996 et lors des élections générales de 1999. Ce système électoral sera abandonné après cette élection.

## Candidats
- Ehud Barak est le Premier ministre sortant et le candidat de la coalition travailliste. Le refus de l'aile Meretz a empêché Shimon Peres de se présenter comme candidat.
- Ariel Sharon est le chef du parti Likoud. Il affirme depuis janvier 2001 que « les accords d'Oslo sont morts ». Benyamin Netanyahou n'a pas pu se présenter lorsque la Knesset a refusé de nouvelles élections législatives.

## Résultats
Ehud Barak est battu. Il rassemble 1 023 944 bulletins sur son nom, soit 37,6 % des suffrages, ce qui est nettement insuffisant face à Ariel Sharon et ses 1 698 077 voix, soit 62,4 %.
Le 29e gouvernement d'Israël dirigé par Ariel Sharon est investi le 7 mars 2001.